# Cyanopepla
Cyanopepla é um gênero, proposto por James Brackenridge Clemens em 1861, de mariposas neotropicais diurnas da família Erebidae e subfamília Arctiinae. Suas espécies ocorrem do México até a Argentina.

## Espécies
- Cyanopepla agyrtidia Hampson, 1898
- Cyanopepla alonzo (Butler, 1876)
- Cyanopepla amata (Druce, 1890)
- Cyanopepla arrogans (Walker, 1854)
- Cyanopepla baroni Rothschild, 1912
- Cyanopepla basimacula Hampson, 1898
- Cyanopepla bella (Guérin-Méneville, [1844])
- Cyanopepla bertha (Druce, 1883)
- Cyanopepla buckleyi (Druce, 1883)
- Cyanopepla chelidon (Druce, 1893)
- Cyanopepla chloe (Druce, 1883)
- Cyanopepla cinctipennis (Walker, [1865])
- Cyanopepla dognini Hulstaert, 1924
- Cyanopepla egregia Draudt, 1917
- Cyanopepla fastuosa (Walker, 1854)
- Cyanopepla fulgens (Herrich-Schäffer, [1854])
- Cyanopepla fulgurata Kaye, 1919
- Cyanopepla girardi Dognin, 1902
- Cyanopepla glaucopoides (Walker, 1854)
- Cyanopepla griseldis (Druce, 1884)
- Cyanopepla hurama (Butler, 1876)
- Cyanopepla hyaloptera Dognin, 1910
- Cyanopepla imperialis (Druce, 1883)
- Cyanopepla jalifa (Boisduval, 1870)
- Cyanopepla jucunda (Walker, 1854)
- Cyanopepla julia (Druce, 1883)
- Cyanopepla lystra (Druce, 1896)
- Cyanopepla masia (Dognin, 1889)
- Cyanopepla micans (Herrich-Schäffer, [1854])
- Cyanopepla obscura Druce, 1898
- Cyanopepla orbona (Druce, 1893)
- Cyanopepla panamensis (Druce, 1884)
- Cyanopepla parvistria Kaye, 1919
- Cyanopepla perilla (Druce, 1883)
- Cyanopepla perspicua Schaus, 1905
- Cyanopepla phoenicia Hampson, 1898
- Cyanopepla pretiosa (Burmeister, 1880)
- Cyanopepla quadricolor Felder, 1874
- Cyanopepla ribbei (Druce, 1885)
- Cyanopepla samarca Schaus, 1904
- Cyanopepla sanguicincta Gaede, 1926
- Cyanopepla scintillans (Butler, 1872)
- Cyanopepla similis (Heylaerts, 1890)
- Cyanopepla submacula (Walker, 1854)
- Cyanopepla xenodice (Druce, 1884)[2]